# Wendy Sulca
Wendy Sulca Quispe, née le 22 avril 1996 dans le district de San Juan de Miraflores à Lima au Pérou, est une chanteuse péruvienne de musique huayno, célèbre pour ses chansons très populaires sur YouTube, en particulier Papito (Petit papa, chantée en hommage à son père Franklin Sulca, décédé quand elle était encore enfant).
Elle cite Madonna comme l'une de ses sources d'inspiration.